# 非対称戦争
非対称戦争（ひたいしょうせんそう、英語: asymmetric warfare）とは、戦争の形態のひとつで、両交戦者間の軍事力、あるいは戦略または戦術が大幅に異なる戦争。

## 概要
その交戦様態が、正規軍同士ではない戦闘である点を特徴とし、相手と同じ戦術では勝利が困難な交戦集団が、相手にとって予想も対抗も困難な別の手段によって戦闘をしかけることで戦われる。一般にはテロやゲリラ戦という言葉で認識される場合が多い。このため、交戦集団の量的な意味での単なる戦力差、組織体力の大小強弱に着目した概念では必ずしもない。大国の正規軍の歩兵小隊が携行する火器の成形炸薬弾で、ゲリラ組織その他の戦車部隊と戦う場合も、戦術としては非対称戦である。
冷戦終結後、武力衝突に発展する民族運動、宗教対立等が頻発するようになったが、多くの場合それらの紛争は主権国家の正規軍ではない武装勢力などによるゲリラ戦によって実行されており、近代国家が従来重化学工業力を活用して整備してきた機械化戦力では対処が非常に困難であった。21世紀初頭現在、各国軍において、精強に訓練された生身の歩兵からなる特殊部隊の重要性が大きく高まっているのはこのためである。
加えて、安価で優秀な性能を持つ旧ソビエト連邦製とそのコピーの中華人民共和国製のAK（カラシニコフ突撃銃）シリーズ及び、同様に安価で女性や子供でも装甲戦闘車両を撃破できる携帯式対戦車兵器のRPGシリーズの第三世界での爆発的普及も、非国家非正規交戦集団に、国家の正規軍を相手に戦いうるという自信を付けさせており、非対称戦争が頻発するようになった一因といえる。

## 関連文献
- 高村忠成「非対称型戦争と平和的解決」『創大平和研究』第22/23巻、創価大学平和問題研究所、2000年1月、3-27頁、hdl:10911/2332、ISSN 0387-6209、CRID 1050282812706257152。